# Jean Salem
Jean Salem (Argel, 16 de novembro de 1952 — Rueil-Malmaison, 13 de janeiro de 2018) foi um filósofo marxista francês e professor na Sorbonne Université especialista em materialismo grego e latino. Vítima de um tumor cerebral aos 66 anos, Salem é considerado um dos maiores especialistas do mundo nas teorias de Demócrito, Epicuro e Lucrécio. Dentro de sua vasta obra, destaca-se o livro "Lenin e a Revolução", um ensaio sobre a atualidade do leninismo. Jean Salem é filho de Gilberte Alleg-Salem e do jornalista Henri Alleg, ambos militantes do Partido Comunista Francês.